# Пет Сімондс
Пет Сімондс (англ. Pat Symonds; нар. 11 червня 1953, Бедфорд, Бедфорд (район), Бедфордшир, Англія, Велика Британія) — британський автоспортивний інженер.
Народився 11 червня 1953 року. З 2011 року призначений технічним директором команди Формули-1 Virgin, котра потім була перейменована у Marussia F1.